# Jerônimo Rodrigues de Morais Jardim
Marechal Jerônimo Rodrigues de Morais Jardim (Goiás Velho, 12 de fevereiro de 1838 — Rio de Janeiro, 16 de setembro de 1916) foi um engenheiro, militar e político brasileiro. Foi presidente da província do Ceará, de 11 de outubro a 16 de novembro de 1889, tendo sido o último presidente monarquista da província.

## Biografia
Nasceu na então província de Goiás, na antiga capital, hoje chamada Goiás Velho, filho do coronel Joaquim Rodrigues de Morais e de Maria Altina Jardim, através de quem, era neto de José Rodrigues Jardim, senador do Império do Brasil. Eram seus primos Eugênio Rodrigues Jardim, Francisco Leopoldo Rodrigues Jardim e José Leopoldo de Bulhões Jardim. A sua família, Rodrigues de Moraes era também da nobreza da terra, sendo vários dos seus membros importantes na história regional de Goiás. Alguns deles são: Sargento-mor Jerónimo Rodrigues de Moraes (Patriarca da família) (1772-1828), Teodoro Rodrigues de Morais, Presidente de Goiás (1816-1896), Andrelino Rodrigues De Moraes, maior doador de terras para Goiânia (1891-1961),Coronel Francisco de Assis Morais , deputado estadual e prefeito de Silvânia (1884-1972) e José de Assis Moraes deputado estadual e Secretário da Economia do Estado de Goiás e fazenda de Goiás (1914-1963).
Depois de concluir os primeiros estudos na cidade natal, foi para o Rio de Janeiro matriculando-se na Escola Militar. Passou para a Escola Central, onde se formou em Engenharia Militar e Civil, além de graduar-se em Matemática e Ciências Físicas.
Depois de alguns trabalhos de engenharia militar no Pará e Paraná, participou da Guerra da Tríplice Aliança. Retornando ao Rio de Janeiro, em 1870, foi promovido a major e nomeado ajudante da Inspeção Geral de Obras Públicas. Foi nomeado para chefiar a Inspetoria, em 28 de abril de 1873, posto que ocupou até 1880, debruçando-se desde logo sobre o problema do abastecimento de água para a Capital, e executando um importante projeto de captação da água dos rios São Pedro e do Ouro, na Serra do Tinguá, para o que foi necessário, inclusive, a construção de uma ferrovia de apoio às obras, a E. F. Rio do Ouro.
Em 1876, foi nomeado para compor uma comissão, juntamente com os também engenheiros Marcelino Ramos da Silva e Francisco Pereira Passos, para propor um projeto de modernização do traçado das ruas da capital, trabalho que foi retomado e executado por este último, entre 1902 e 1906, já como prefeito.
Em 1880 foi indicado pelo seu estado para ocupar uma cadeira na Câmara de Deputados, sendo reconduzido em 1884. Foi nessa época que realizou o projeto da Estrada de Ferro do Norte. Em 11 de setembro de 1889 foi nomeado pelo imperador Pedro II para ocupar a presidência da província do Ceará, tomando posse em 11 de outubro. Deixou o cargo logo depois, em 16 de novembro, por conta do movimento que proclamou a República.

### Era Republicana

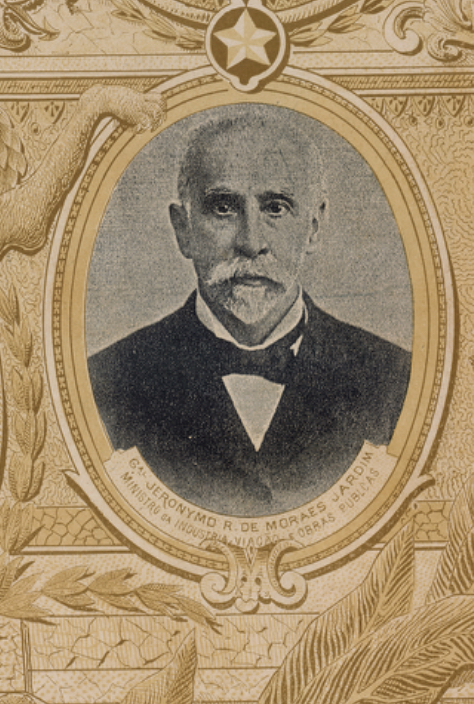
Jeronimo como Ministro em 1898

O desgaste político pela ascensão dos republicanos não afetou seu conceito profissional. De volta ao Rio de Janeiro, foi nomeado, em 1890, pelo governo provisório do marechal Deodoro da Fonseca, para dirigir uma comissão de especialistas com a finalidade de propor um plano geral de viação para o país. Seria a primeira iniciativa governamental dessa natureza.
Já sob a nova constituição de 1891, Deodoro renunciou à presidência e assumiu o vice, Floriano Peixoto. Jardim decidiu aposentar a farda e em novembro de 1892 é reformado do exército no posto de marechal. É como civil que seu nome é mencionado, ao final de agosto de 1893, numa lista de personalidades que os jornalistas registraram defronte ao edifício do Supremo Tribunal Federal na manifestação de apoio ao contra-almirante Eduardo Wandenkolk, que havia sido preso no Rio Grande do Sul. Todos estavam contra Floriano.
Com a posse do civil Prudente de Morais na presidência, em novembro de 1894, Jardim foi convidado a assumir a direção da Estrada de Ferro Central do Brasil, tendo permanecido no cargo até novembro de 1896. Depois de sua saída foi homenageado pela empresa, que batizou com o nome de “Marechal Jardim” um novo posto telegráfico, instalado ao longo da ferrovia Rio–São Paulo. Inaugurado em 8 de março de 1898, o posto foi mais tarde transformado em estação. Com o desenvolvimento posterior da região o local se transformou, hoje, num bairro da cidade de Itatiaia.
Em 27 de junho de 1898, a convite do presidente da República, tomou posse no cargo de ministro da Viação e Obras Públicas, ali permanecendo até a conclusão do mandato presidencial, em 15 de novembro daquele mesmo ano. Foi seu último cargo público e por certo o mais importante. Talvez não esperasse que fossem terminar, justamente na sua gestão, os lances finais da antiga disputa sobre a ponte no rio Iguaçu, a mesma que projetara quinze anos antes para a Estrada de Ferro do Norte.
Morais Jardim foi casado com uma filha do senador Manuel de Assis Mascarenhas e faleceu aos 78 anos na então capital federal.

## Honras
Comendador da Imperial Ordem de São Bento de Avis
Comendador da Imperial Ordem de Nosso Senhor Jesus Cristo
Cavaleiro da Imperial Ordem da Rosa